# Jakhal Mandi
Jakhal Mandi is een stad en gemeente in het district Fatehabad van de Indiase staat Haryana. 

## Demografie
Volgens de Indiase volkstelling van 2001 wonen er 6.890 mensen in Jakhal Mandi, waarvan 54% mannelijk en 46% vrouwelijk is. De plaats heeft een alfabetiseringsgraad van 71%. 